# میگل اسپانیا
میگل اسپانیا (انگلیسی: Miguel España؛ زادهٔ ۳۱ ژانویهٔ ۱۹۶۴)  بازیکن سابق و مربی فوتبال اهل مکزیک است.
از باشگاه‌هایی که در آن بازی کرده‌است می‌توان به باشگاه فوتبال اونیورسیداد ناسیونال و باشگاه فوتبال تیگرس اونال اشاره کرد.
وی همچنین در تیم ملی فوتبال مکزیک بازی کرده‌است.